# 烏爾曼 (密蘇里州)
烏爾曼（英語：Ulman）是美國密蘇里州米勒縣一個非建制地區，距離縣治塔斯坎比亞（Tuscumbia）以南約5英里（8公里），並以第一個移居者約瑟夫·烏爾曼（Joseph Ulman）命名。
當地早期曾被稱為「烏爾曼山脊」（Ulman's Ridge），並於1857年開設了一所名叫「烏爾曼山脊」的郵政局，但是後來則在1895年更名為「烏爾曼」至今。